# Safel El Ouiden
Safel El Ouiden è un comune dell'Algeria, situato nella provincia di Souk Ahras.